# Polygala sinaloensis
Polygala sinaloensis är en jungfrulinsväxtart som beskrevs av Riley. Polygala sinaloensis ingår i släktet jungfrulinssläktet, och familjen jungfrulinsväxter. Inga underarter finns listade i Catalogue of Life.